# Алыбаев, Арипбай Алыбаевич
Арипбай Алыбаевич Алыбаев (каз. Әріпбай Әлібайұлы Алыбаев; 12 января 1926, а. Джаланаш, Джетысуйская губерния, Казакская АССР, РСФСР, СССР — 2008) — советский казахский государственный и партийный деятель. Член ЦП КП Казахстана, министр мясной и молочной промышленности Казахской ССР (1978—1984), первый секретарь Талды-Курганского обкома КП Казахстана (1972—1978), председатель Павлодарского облисполкома (1968—1972). Кандидат сельскохозяйственных наук (1968).

## Биография
Родился в 1926 году. Казах. Происходит из рода бозым племени албан Старшего жуза. Член ВКП(б) с 1949.

### Образование
В 1950 окончил Алма-Атинский зооветеринарный институт
В 1968 защитил диссертацию на соискание учёной степени кандидата сельскохозяйственных наук. Тема диссертации: «Некоторые вопросы системы овцеводства Павлодарской области».

### Трудовая деятельность
С 1942 года — бухгалтер, зоотехник фермы колхоза.
С 1950 года — зоотехник районного сельскохозяйственного отдела.
С ? по 1953 год — главный зоотехник совхоза «Карачокский».
С 1950 по 1961 год — заместитель председателя Исполнительного комитета районного Совета, секретарь, второй секретарь Гвардейского районного комитета КП Казахстана (Алма-Атинская область), первый секретарь Капальского районного комитета КП Казахстана (Алма-Атинская область).
С 1961 по 1962 год — секретарь Алма-Атинского областного комитета КП Казахстана.
С 1962 по 1963 год — второй секретарь Восточно-Казахстанского областного комитета КП Казахстана.
С 17 января 1963 года по 28 декабря 1964 года — второй секретарь Восточно-Казахстанского сельского областного комитета КП Казахстана.
С декабря 1964 года по 1967 год — второй секретарь Павлодарского областного комитета КП Казахстана.
С 1967 по 1972 год — председатель Исполнительного комитета Павлодарского областного Совета.
С 1972 по 1978 год — 1-й секретарь Талды-Курганского областного комитета КП Казахстана.
С 1978 по 1984 год — министр мясной и молочной промышленности Казахской ССР.
С 1986 по 1987 год — директор Казахского научно-исследовательского института лугопастбищного хозяйства.
С 1987 года на пенсии.
Депутат Верховного Совета СССР 9 созыва (1974—1979) от Талды-Курганского избирательного округа № 666 Талды-Курганской области. Член Комиссии по народному образованию, науке и культуре Совета Союза.
Депутат четырех созывов Верховного Совета Казахской ССР.

## Награды и звания
- орден Ленина
- четыре ордена Трудового Красного Знамени
- орден «Знак Почёта»
- орден Дружбы народов
- Почётный гражданин Алматинской области (2000)
- академик Казахской Академии сельскохозяйственных наук